# Peter Kater
Peter Kater (* 28. Mai 1958 in München) ist ein US-amerikanischer New-Age-Musiker. Er ist einer der erfolgreichsten Pianisten seines Genres seit den 2000er Jahren und zweifacher Grammy-Gewinner.

## Biografie
Katers Eltern stammen aus Deutschland und wanderten in die Vereinigten Staaten aus, als er vier Jahre alt war. Er wuchs in New Jersey auf und bekam schon im Kindesalter Klavierunterricht. Später studierte er klassische Musik, wandte sich dann aber dem Rock ’n’ Roll zu und ging mit 18 Jahren nach Boulder in Colorado, um als Klavierspieler und Pianist zu arbeiten. Er komponierte und improvisierte seine Musik selbst und veröffentlichte 1983 beim Label Point of Light sein erstes Album Spirit.
Ab 1987 folgten zahlreiche weitere Alben, oft mehrere in einem Jahr. Er schrieb Musik für Fernsehdokumentationen und nahm 1990 mit Natives das erste von einer Reihe von Alben mit R. Carlos Nakai auf. Der von den Navajo und Ute abstammende Musiker gilt als führender Spieler der Indianerflöte. Für das gemeinsame Album Migration, an dem auch noch weitere Musiker beteiligt waren, wurden sie mit dem Award der NAIRD (National Association of Independent Record Distributors) für das beste New-Age-Album ausgezeichnet.
In den 1990er Jahren arbeitete er mehrfach für den Discovery Channel und 1997 gründete er im ländlichen Virginia, wo er sich niedergelassen hatte, sein eigenes Label Earth Sea. Er veröffentlicht Soloklaviermusik und Kollaborationen mit bis zu fünf Musikern, vorwiegend mit New-Age-, Meditations- und Inspirationsmusik, darunter kurze und lange komponierte Stücke sowie Improvisationen bis zu CD-Länge. Darüber hinaus erschienen auch einige Alben mit klassischen Weihnachtsliedern. Dazu kommen zahlreiche Komposition für Film und Fernsehen sowie Bühnenmusik für Broadway-Aufführungen.
Der künstlerische Durchbruch kam 2003 mit dem Album Red Moon, für das er im Jahr darauf seine erste Nominierung für einen Grammy in der Kategorie Bestes New-Age-Album erhielt. Danach wurde er fast jedes Jahr nominiert, von 2012 bis 2018 gab es sieben Nominierungen in Folge. 2018 wurde ihm schließlich für Dancing on Water zum ersten Mal die Auszeichnung zugesprochen. Zwei Jahre später gewann er mit Wings seinen zweiten Grammy. Insgesamt war er von 2003 bis 2020 14 Mal nominiert.

## Diskografie
Studio- und Livealben
- Spirit (Point of Light, 1983)
- The Fool & the Hummingbird (Point of Light, 1987)
- For Christmas (Silver Wave, 1987)
- Gateway (Point of Light, 1988)
- Natives (mit R. Carlos Nakai, Silver Wave, 1990)
- Homage (Point of Light, Januar 1991)
- Anthem (Point of Light, Juli 1991)
- Rooftops (Point of Light, 1991)
- The Season (Silver Wave, November 1991)
- Coming Home (Point of Light, 1992)
- Migration (mit R. Carlos Nakai u. a., Silver Wave, 1992)
- Two Hearts (Point of Light, 1994)
- Honorable Sky (mit R. Carlos Nakai u. a., Silver Wave, 1994)
- Pursuit of Happiness (Point of Light, 1994)
- Soul Nature (Silver Wave, Januar 1996)
- Improvisations in Concert (mit R. Carlos Nakai, Silver Wave, 1996)
- Essence (Earth Sea, August 1997)
- Compassion (Earth Sea, Februar 1998)
- The Dance of Innocents (mit Nawang Khechog, Earth Sea, September 1998)
- Songs for Humanity – A Celebration of Ten Years 1988–1998 (mit R. Carlos Nakai, Silver Wave, September 1998)
- Birds of Prey (Point of Light, Januar 1999)
- Heart’s Desire (Point of Light, Januar 2001)
- Through Windows & Walls (mit R. Carlos Nakai, Silver Wave, Juli 2001)
- Inner Works: Piano & Strings (Point of Light, April 2002)
- Red Moon (Silver Wave, Februar 2003)
- Faces of the Sun (Silver Wave, Juli 2003)
- Xmas Ecstacy (Silver Wave, September 2003)
- Piano (Point of Light, Oktober 2003)
- Elements Series: Earth (Real Music, August 2005)
- Elements Series: Water (Real Music, August 2005)
- Elements Series: Fire (Real Music, Oktober 2005)
- Elements Series: Air (Real Music, Oktober 2005)
- Point of Light (Wellness, März 2007)
- Healing Series, Vol. 1: Essence (Point of Light, 2008)
- Healing Series, Vol. 2: Compassion (Point of Light, 2008)
- Healing Series, Vol. 3: Ambrosia (Point of Light, 2008)
- Healing Series, Vol. 4: Walk in Beauty (Point of Light, August 2008)
- Healing Series, Vol. 5: Cloud Hands (Point of Light, August 2008)
- In a Dream (mit Dominic Miller, featuring Kenny Loggins & Jacques Morelenbaum, Point of Light, Oktober 2008)
- Piano Christmas (Point of Light, August 2009)
- Call of Love (Point of Light, September 2010)
- Wind, Rock, Sea & Flame – Aloha au iā ʻoe (Point of Light, August 2011)
- Spa Euro (Point of Light, August 2011)
- Spa Southwest (Point of Light, August 2011)
- Spa Aqua Pura (Point of Light, August 2011)
- Light Body (Mysterium, August 2012)
- Heart of the Universe (mit Snatam Kaur, Point of Light, November 2012)
- Illumination: A Healing Journey (Mysterium, September 2013)
- Ritual (mit R. Carlos Nakai, Mysterium, 2014)
- Elements Series: Etheria (Real Music, Januar 2015)
- Love (Point of Light, Mai 2015)
- Heart of Silence: Piano and Flute Meditations (mit Michael Brant DeMaria, Sounds True, 2015)
- Inner Passion (mit Tina Guo, Hearts of Space, Februar 2016)
- Resonance (New Earth, Oktober 2016)
- Dancing on Water (Point of Light, September 2017)
- She (featuring Peia Luzzi, Real Music, März 2018)
- Wings (Point of Light, August 2019)
- Hawaiʻi: A Tribute to Aloha ʻĀina (Point of Light, April 2020)
- From My Heart (Point of Light, April 2020)

Soundtracks / Filmmusik
- Moments, Dreams & Visions (TV-Doku Greenpeace: Greatest Hits, Point of Light, 1989)
- How the West Was Lost (März 1993)
- How the West Was Lost, Volume Two (mit R. Carlos Nakai, Januar 1995)
- Eco-Challenge: Music from Discovery Channel (mit Chris White, R. Carlos Nakai, Earth Sea, Mai 1999)
- 10 Questions for the Dalai Lama (Film, A Train Entertainment, August 2006)
- Civil War: The Untold Story (TV, mit Bobby Horton, Point of Light, Februar 2014)
- Heart of the World – Colorado’s National Parks (TV, Point of Light, April 2016)
- The Legend of Secret Pass (Point of Light, März 2017)

Kompilationen
- The Meditation Music of Peter Kater: Evocative, Expressive Instrumental Music for Meditation (Sounds True, Mai 2014)

als Flesh & Bone (mit seiner Frau Chris White)
- Skeleton Woman (Silver Wave, 1992)
- Pagan Saints (1999)